# Lenço de namorados
O lenço dos namorados, também conhecido por lenço de pedido, lenço de conversados, lenço de comprometimento ou lenço de amor, é um lenço cuja origem é atribuída ao Minho, Portugal, feito a partir de um pano de linho fino ou de lenço de algodão, bordado com motivos variados. É no entanto uma peça de artesanato e vestuário típica do Minho, com uma tradição local bastante marcada nas localidades de Vila Verde, Viana do Castelo, Guimarães e Amares, sendo tradicionalmente usado por mulheres vistas como tendo idade de casar.

## História
Pensa-se que a origem dos lenços esteja ligada à nobreza portuguesa dos séculos XVII e XVIII, que se adornava de rendas e motivos bordados, que terão sido imitados pelas mulheres do povo, que criaram estes lenços. Os primeiros lenços deste tipo de que há testemunho datam de finais do século XIX.
Era hábito as raparigas bordarem lenços para entregar aos seus amados quando este se fosse ausentar - e que por vezes os rapazes mandavam bordar para oferecer às namoradas. O lenço servia tanto como prova de amor e compromisso, como instrumento de proteção. No entanto, existem também lenços em que a autora revela a disponibilidade do seu coração, e lenços de amor não correspondido. Nos lenços poderiam ter bordados versos, para além de vários desenhos, alguns padronizados, tendo simbologias próprias.
Era usado como ritual de conquista. Depois de confeccionado, o lenço acabaria por chegar à posse do homem amado, que o passaria a usar em público - normalmente dobrado ao pescoço - como modo de mostrar que tinha dado início a uma relação. Se o namorado (também chamado de conversado) não usasse o lenço publicamente e o devolvesse, era sinal que tinha decidido não dar início a ligação amorosa.
Em 1937, o OMEN - Obra das Mães pela Educação Nacional, apoiada pelo Ministério da Educação, contribui para a formação de raparigas em meios rurais, e enraizamento das pessoas em nesses locais. Ligado a esta iniciativa, abre em 1948 o Centro Rural de Formação Familiar de Vila Verde, organização que tinha como um dos seus objectivos a aprendizagem de técnicas de bordado; daqui surgem as primeiras reproduções de lenços de namorados que existiam em vários estados de deterioração. A manutenção deste património cultural teve um papel importante na vida económica das mulheres locais, que podiam utilizar algum do seu tempo diário (maioritariamente empregado em obrigações familiares) para o bordado, que trazia rendimento adicional. Após a integração de Portugal na Comunidade Económica Europeia em 1986, atribuem-se verbas para a formação profissional de jovens sobre arte e técnicas de bordado que permitem sobretudo a mulheres locais, de ter uma actividade económica que lhes aumenta os recursos. Em 1988, a criação da Aliança Artesanal - Cooperativa de Interesse Público de Responsabilidade Limitada, no concelho de Vila Verde, serve para preservar, recuperar, reproduzir e divulgar os lenços de namorados. Através desta organização, a divulgação dos lenços ocorre a nível nacional e leva a que entrem no imaginário popular português de forma mais abrangente, inspirando outras artes (como a cerâmica, têxteis, moda) e comercializando-se de forma mais generalizada.

### Certificação
Em 2002 iniciou-se a certificação destes lenços, para proteger a comercialização deste produção e das artesãs que se dedicam a esta arte. São mais de 5.000 os Lenços certificados. A marca registada "Lenços de Namorados do Minho", é detida pela Associação para o Desenvolvimento Regional do Minho (ADERE-Minho), e certificado pela A.Certifica (https://acertifica.pt/produtos-certificados/lencos-de-namorados) que é a única entidade acreditada para avaliar de certificar este artesanato regional

## Técnica
Os lenços são habitualmente quadrados e bordados em linho ou algodão brancos, e variam em tamanho entre quinze e cinquenta centímetros de lado. São normalmente bordados de forma simétrica do centro para as pontas, e contêm inscrições (que incluem nomes, datas, frases e quadras), e elementos gráficos. Inicialmente usavam ponto-cruz, mas mais tarde outros tipos de ponto foram adicionados, como o ponto-espinha, o ponto cheio, o ponto pé-de-flor, o ponto nó, o ponto canutilho, o ponto em cadeia, o ponto de areia, o crivo, o ponto de recorte, ilhós. Os lenços mais antigos apresentam também um bordado mono ou bi-cromático, com a policromia actual desenvolvida mais tarde. Podem ainda apresentar bainhas abertas e picot.

### Simbologia
Os motivos gráficos dos lenços estão normalmente ligados ao amor: casal de namorados, silva, chave, corações; à fidelidade: pombas, cães; ao casamento, através do uso de símbolos religiosos: cruzes, vasos, cibórios, custódias, candelabros. Para além destes, usam-se também motivos relacionados à vida agrícola, com principal destaque para as vindimas: cestas, escadas, cântaros, barris, e também motivos alusivos à emigração: navios, pombas com cartas.

### Ortografia
Uma das características particulares destes lenços é o erro ortográfico, que se explica pelas características da pronúncia minhota, transcrita foneticamente por pessoas que tinham domínio parcial das normas de escrita da língua portuguesa, bem como em casos em que bordadeiras copiavam riscos comerciais e se desviavam do modelo. 
Hoje em dia, esta situação modificou-se para uma em que as bordadeiras não podem introduzem deliberadamente erros ortográficos por motivos comerciais, fazem replicas de originais com erros e criam lenços inovadores para atrair clientes cujas expectativas relativas aos lenços se geram através de modelos do passado. Estes correspondem à fonética Minhota,a com o resto do país.

### Lenços votivos e de casamento
Existe uma variante do lenço de namorados chamada de lenço votivo, lenço de casamento, ou lenço de empenho, que eram lenços que eram utilizados no dia de casamento para complementar a indumentária da noiva; ou lenços que se usavam em dias de festas religiosas para cobrir o ombro de quem segurava o andor, ou para segurar a vara do pálio na procissão, ou velas votivas. Estes lenços são por norma mono ou bi-cromáticos.

## Cultura popular
- A marca portuguesa Vista Alegre lançou a colecção Vila Verde um conjunto de produtos em porcelana com os desenhos tradicionais dos lenços.[7]
- Os CTT - Correios de Portugal - vendem réplicas gráficas dos bordados impressas em leques, lenços e outros objectos.
- Designers de moda como Anabela Baldaque, Nuno Baltazar, Filipe Faísca e Agatha Ruiz de La Prada adoptaram também esta temática nas suas colecções.[9]